# Cinéma-vérité (film)
Pour les articles homonymes, voir Cinéma-vérité.
Pour plus de détails, voir Fiche technique et Distribution.
Cinéma-vérité (Kino-Pravda, Кино-Правда) est une série d'actualités cinématographiques soviétiques réalisés par l'équipe de Dziga Vertov, projetés dans les cinémas tous les mois (avec des pauses) de juin 1922 à 1925. Au total, 23 numéros de Kino-pravda ont été produits, chaque numéro étant composé de deux ou trois parties traitant de sujets d'actualité. Son nom est tiré du titre du journal Pravda, fondé par Lénine.
Pour créer Kino-Pravda, Vertov s'est d'abord appuyé sur la théorie du kino-glaz, apparue dans ses manifestes, selon laquelle l'œil humain est imparfait et l'objectif de la caméra est une source objective et infaillible de connaissance de la réalité,. Vertov est aidé de ses assistants Elisabeth Svilova (sa femme) et Mikhaïl Kaufman (son frère).

## Synopsis
Les épisodes de Kino-Pravda ne comprennent généralement pas de reconstitutions ou de mises en scène (à l'exception de la séquence sur le procès des révolutionnaires socialistes : les scènes de vente des journaux dans les rues et les personnes lisant les journaux dans le chariot ont toutes deux été mises en scène pour la caméra). La cinématographie est simple, fonctionnelle et peu élaborée. Vingt-trois numéros de la série ont été produits sur une période de trois ans ; chaque numéro durait environ vingt minutes et couvrait généralement trois sujets. Les histoires sont typiquement descriptives, et non narratives, et comprennent des vignettes et des exposés, montrant par exemple la rénovation d'un système de tramway, l'organisation des agriculteurs en combinats, et le procès des révolutionnaires socialistes ; une histoire montre la famine dans l'état marxiste naissant. Des tendances propagandistes sont également présentes, mais avec plus de subtilité, dans l'épisode consacré à la construction d'un aéroport : un plan montre les chars de l'ancien tsar aidant à préparer les fondations, avec un intertitre indiquant « Chars sur le front du travail ».

## Fiche technique
- Titre français : Cinéma-vérité[4]
- Titre original : Кино-Правда, Kino-Pravda
- Réalisation : Dziga Vertov
- Format : Noir et blanc - muet
- Durée : 23 courts-métrages d'environ 15 minutes chacun
- Dates de sortie :
  - Union soviétique : juin 1922 à 1925

## Le mouvement duKino-pravda
Le Kino-pravda est devenu mouvement théorique et esthétique marquant du cinéma soviétique.
À la fin des années 1960, Jean-Luc Godard fonde le Groupe Dziga Vertov et réalise des films comme Pravda, dont le nom est inspiré de ce film.